# Red Ants Rychenberg Winterthur
Red Ants Rychenberg Winterthur er en schweizisk damefloorballklub, hvis førstehold spiller i den bedste schweiziske række.
Holdet blev stiftet i 2000 (tidligere var det en del af den større HC Rychenberg Winterthur).

## Resultater

### Damerafdelingen af HC Rychenberg Winterthur
- SM: 1987, 1988, 1989, 1991, 1992, 1993, 1994, 1995, 1996, 1997, 1998, 1999, 2000
- Cup vindere: 1987, 1991, 1993, 1998, 1999, 2000
- Sølv i EuroFloorball Cup: 1994, 1998, 2000
- Bronze i EuroFloorball Cup: 1995, 1996, 1997

### Som Red Ants Rychenberg Winterthur
- SM: 2001, 2002, 2004, 2005, 2011
- Cup vindere: 2001, 2004, 2005, 2010, 2011, 2012
- EuroFloorball Cup vindere: 2005
- Sølv i EuroFloorball Cup: 2001, 2002, 2003
- Bronze i EuroFloorball Cup: 2006, 2010

## Ekstern henvisning
- Klubben officielle hjemmeside